# Schistomeringos filiforma
Schistomeringos filiforma är en ringmaskart som beskrevs av Anne D. Hutchings och Murray 1984. Schistomeringos filiforma ingår i släktet Schistomeringos och familjen Dorvilleidae. Inga underarter finns listade i Catalogue of Life.